# Shell Building
Le Shell Building est un gratte-ciel de style néogothique et Art déco de 115 mètres de hauteur construit à San Francisco en 1929.
Il abrite des bureaux sur 29 étages.
L'immeuble a été construit en 300 jours ce qui est très peu.
L'entrée du hall en mezzanine à deux étages comporte des portes en bronze, des murs de marbre, un plafond de 7,6 mètres de hauteur ainsi que des détails ornementaux.
Les planchers de bureaux ont été conçus avec des cloisons mobiles.
La partie supérieure de la façade du bâtiment est décorée de terre cuite vitrée sépia et comporte des représentations de coquilles en référence au propriétaire initial du bâtiment.
La compagnie Shell a quitté l'immeuble dans les années 1960.
En 1994 les propriétaires du bâtiment ont été récompensés du Prix du patrimoine architectural de San Francisco pour l'excellence de la restauration extérieure.